# هايدن سميث
هايدن سميث (بالإنجليزية: Hayden Smith)‏ هو لاعب اتحاد الرغبي أمريكي، ولد في 10 أبريل 1985 في Penrith, New South Wales ‏ في أستراليا.

## وصلات خارجية
- هايدن سميث على موقع مرجع كرة القدم المحترفة.كوم (الإنجليزية)
- هايدن سميث على موقع دوري الرغبي الممتاز (الإنجليزية)
- هايدن سميث عل موقع إسبنسكروم (الإنجليزية)
- هايدن سميث على موقع ItsRugby.co.uk (الإنجليزية)